# Blasmagnet

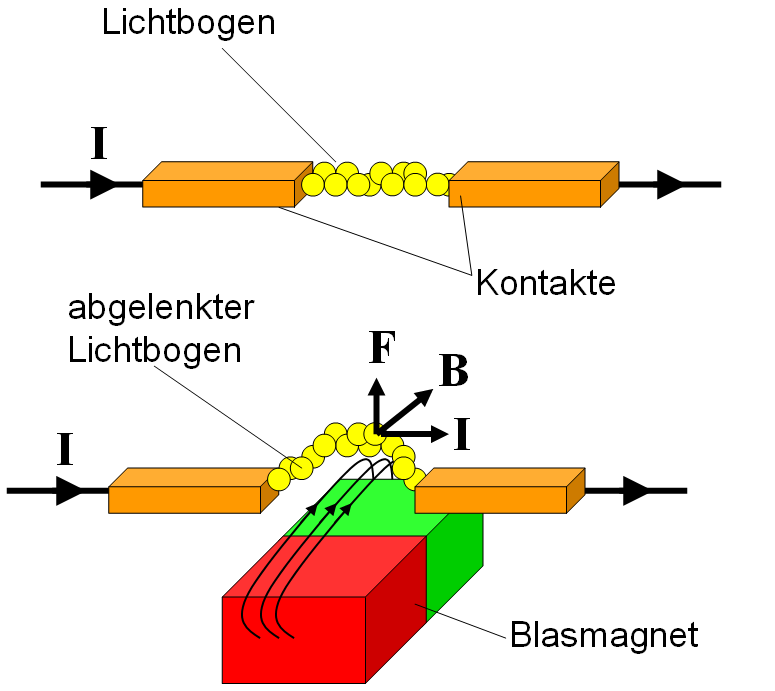
Schaltlichtbogen ohne und mit Blasmagnet

Ein Blasmagnet ist ein Permanent- oder Elektromagnet, der dazu benutzt wird, den Schaltlichtbogen zwischen Kontakten eines Schalters oder Relais durch die auf den Lichtbogen wirkende Lorentzkraft zu verlängern und somit schneller zum Verlöschen zu bringen.

## Funktionsweise
In unmittelbarer Nähe der Schaltkontakte wird ein Magnet angeordnet, dessen Nord-Süd-Achse im Wesentlichen quer zur Verbindungslinie der Kontakte liegt. Werden die Schaltkontakte geöffnet, bildet sich bei höheren Gleichströmen ein Schaltlichtbogen aus, der zu einem schnellen Verschleiß der Kontakte führt. Durch die Anwesenheit des äußeren Magnetfeldes wirkt jedoch die Lorentzkraft auf den Lichtbogen, so dass er vom Magnet weg gedrückt („geblasen“) und damit verlängert wird.
Der längere Lichtbogen verlöscht schneller, da er durch die größere Oberfläche schneller auskühlt und die ionisierte Luft ihre Leitfähigkeit schneller verliert. Der Einsatz von Blasmagneten ist vor allem bei Gleichstromanwendungen sinnvoll, da hier die Neigung zum Ausbilden von Lichtbögen größer ist als bei Wechselstrom.
Eine andere Anwendung ist der Blasmagnet in Kohlebogenlampen, z. B. von älteren Filmprojektoren. Hier dient der Blasmagnet dazu, die aufsteigende Flamme des Lichtbogens, die aus Plasma (ionisiertem Gas) besteht und deshalb von einem Magnetfeld beeinflusst werden kann, vom Hohlspiegel der Bogenlampe wegzulenken und damit Beschädigungen des Spiegels durch übermäßige Erwärmung im oberen Bereich zu vermeiden.